# Turzyca żółta
Turzyca żółta (Carex flava L.) – gatunek byliny z rodziny ciborowatych. Występuje w strefie umiarkowanej półkuli północnej – w Europie, zachodniej i północnej Azji, w północno-zachodniej Afryce oraz w północnej części Ameryki Północnej. W Polsce rozpowszechniona, lokalnie rzadsza – na północnym Mazowszu i północnym Pomorzu Zachodnim.

## Morfologia

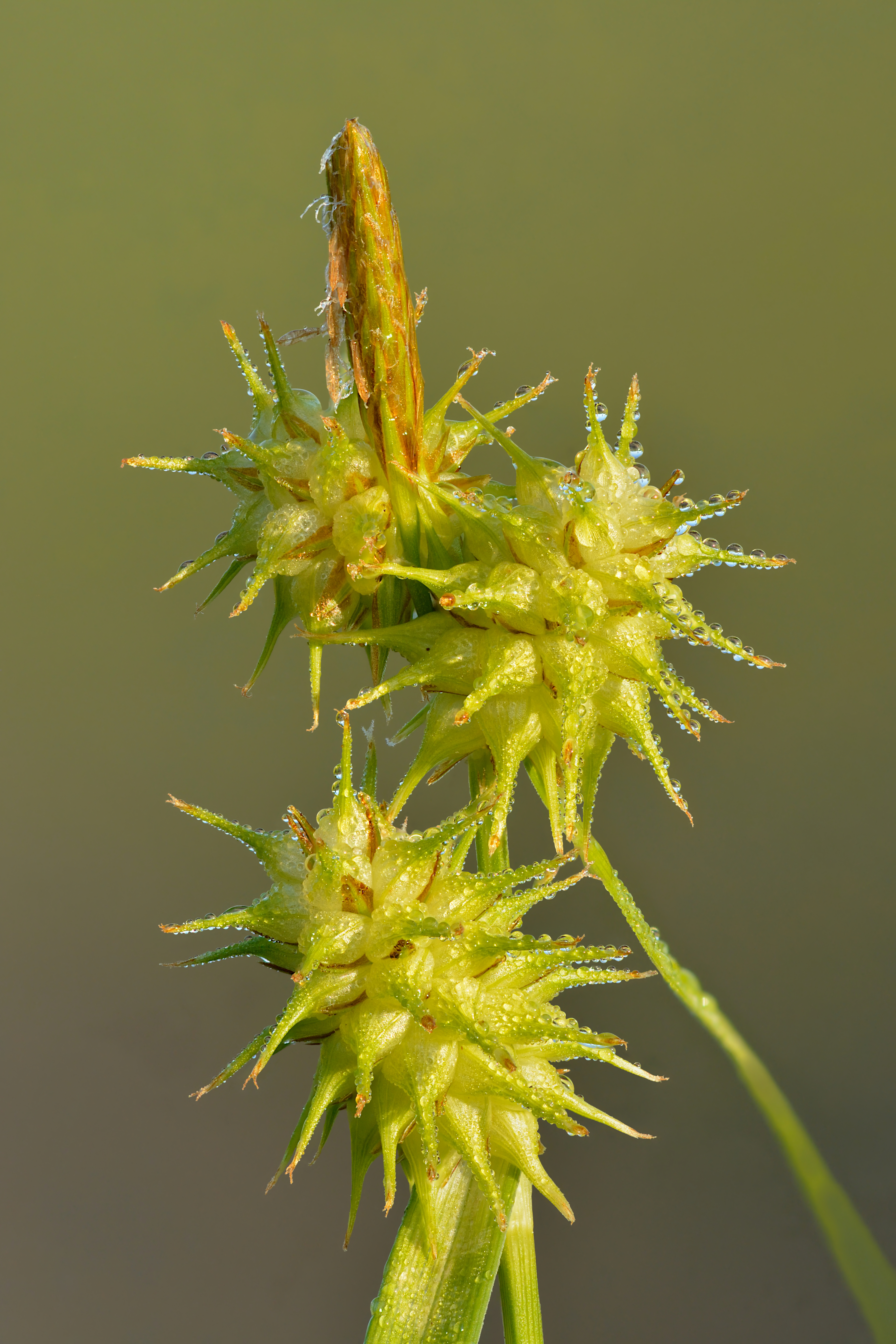
Kłoski z owocami

PokrójRoślina kępowa, żółtozielona.
ŁodygaWzniesiona, ostro trójkanciasta, gładka, osiągająca najczęściej 20–50 cm.
LiścieTrawiaste, wiotkie, żółtozielone, brzegiem szorstkie, szerokości 3–7 mm. Dolne pochwy liściowe jasnobrązowe.
KwiatyRoślina jednopienna, rozdzielnopłciowa. Kwiaty zebrane w kłosy. Kłos szczytowy męski, pojedynczy, długości 1–2 cm, siedzący lub na szypułce o długości do 2 cm. Kłosy żeńskie tuż pod kłosem męskim, skupione, siedzące lub na krótkich szypułkach, w liczbie 2–3, kształtu jajowatego lub kulistego, długości 1–1,5 cm. Słupki o trzech znamionach. Przysadki kwiatów żeńskich jajowatolancetowate, tępe, żółtobrązowe z zielonym grzbietem, wyraźnie krótsze od pęcherzyków. Najniższa podsadka liściasta, wyraźnie dłuższa od kwiatostanu.
OwocOrzeszek zamknięty w pęcherzyku długości 5–7 mm koloru żółtozielonego do żółtego, zwężającym się w długi (do 3 mm) i odgięty dzióbek.

## Biologia i ekologia
- Bylina. Hemikryptofit. W warunkach Polski kwitnie od maja do września.
- Występuje na siedliskach wilgotnych, łąkach, młakach i torfowiskach niskich.
- W klasyfikacji zbiorowisk roślinnych gatunek charakterystyczny dla rzędu Caricetalia davallianae oraz wyróżniający (D.) dla związku Molinion caeruleae[6].
- Liczba chromosomów 2n=60[7].

## Zmienność
Tworzy mieszańce z turzycą drobną, Hosta, łuszczykowatą, Oedera, odległokłosą.